# Liosynaphaeta
Liosynaphaeta is een kevergeslacht uit de familie van de boktorren (Cerambycidae). De wetenschappelijke naam van het geslacht werd voor het eerst geldig gepubliceerd in 1926 door Fisher.

## Soorten
Liosynaphaeta is monotypisch en omvat slechts de volgende soort:
- Liosynaphaeta balloui Fisher, 1926